# Steinkiste von Drumnadrochit
Die 2015 entdeckte Steinkiste von Drumnadrochit liegt im Glen Urquhart in Inverness-shire nahe dem Loch Ness in Schottland.
Auf einem flachen Gelände zwischen den Flüssen Coilte und Enrick wurde bei Bauarbeiten nach der Entfernung großer Steinplatten eine ungestörte, bronzezeitliche Steinkiste entdeckt. Der Deckstein war möglicherweise bereits antik zerbrochen. Eine mehrere Zentimeter dicke Kiesschicht lag über dem Stein. Die aus drei Seiten- und zwei Endsteinen bestehende Kiste war 0,8 m lang, 0,45 m breit und etwa 0,55 m tief. Sofort erkennbar waren ein Schädel, Zähne und ein Oberschenkel. Die Skelettreste sind 4000 bis 4500 Jahre alt (zwischen 2200 und 1900 v. Chr.). Eine Armschutzplatte mit vier Löchern deutet darauf hin, dass es sich um die Überreste eines Mannes handelt. Die Archäologen glauben, dass die vier gefundenen Keramikscherben eines etwa 25 cm hohen Bechers mit einem Federkiel verziert wurden. In Drumnadrochit war dies der erste archäologische Fund, aber in der Gegend gibt es eine Ansammlung archäologischer Stätten.